# Ehud Barak
Ehud Barak (născut Ehud Brug, în ebraică אהוד ברק; n. 12 februarie 1942, kibuțul Mishmar Hasharon) este un general (general-locotenent în rezervă) și politician israelian. A îndeplinit funcția de șef al Marelui Stat Major al Armatei Israeliene (1991-1994) apoi, lider al Partidului Muncii (1999-2001), prim-ministru și ministru al apărării al Israelului (6 iulie 1999-7 martie 2001), ministru al apărării (1999-2001, 2007-2013) și viceprim-ministru în guvernele conduse de Ehud Olmert și Binyamin Netanyahu, ministru de externe în anii 1995-1996 în guvernul condus de Shimon Peres. 
A fost deputat în Knesset din partea Partidului Muncii (1999-2001) și a partidului său, Partidul Independenței (2011-2013).
Ca prim-ministru al Israelului în anii 1999-2001, dupa victoria în alegeri asupra lui Netanyahu, Barak a organizat retragerea rapidă, dupa 18 ani, a forțelor israeliene din sudul Libanului și s-a văzut confruntat cu izbucnirea evenimentelor sângeroase ale Intifadei al Aqsa, după eșecul tratativelor politice cu Autoritatea Națională Palestiniană la conferinta de la Camp David din 2000 și la Taba.  Barak a dus fără succes și negocieri de pace cu Siria la conferința de la Shepherdstown, Virginia. Ca ministru al apărării a fost responsabil de atacul aviației militare israeliene asupra reactorului nuclear sirian și de lansarea  operațiunilor „Iarnă caldă”, „Plumb topit” și Pilonul Apărării împotriva actelor de agresiune ale regimului islamist Hamas din Fâșia Gaza.

## Biografie

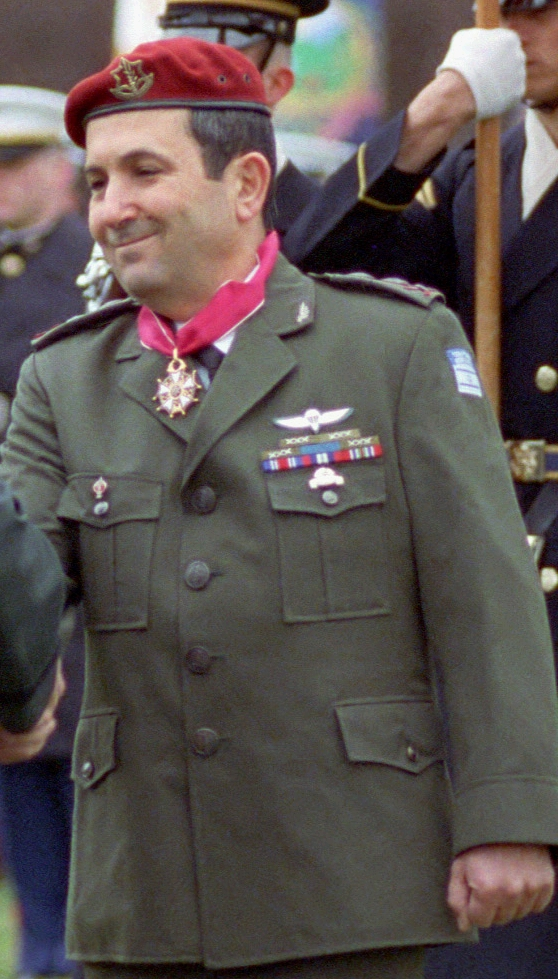
Acordarea Legiunii de Merit generalului Ehud Barak

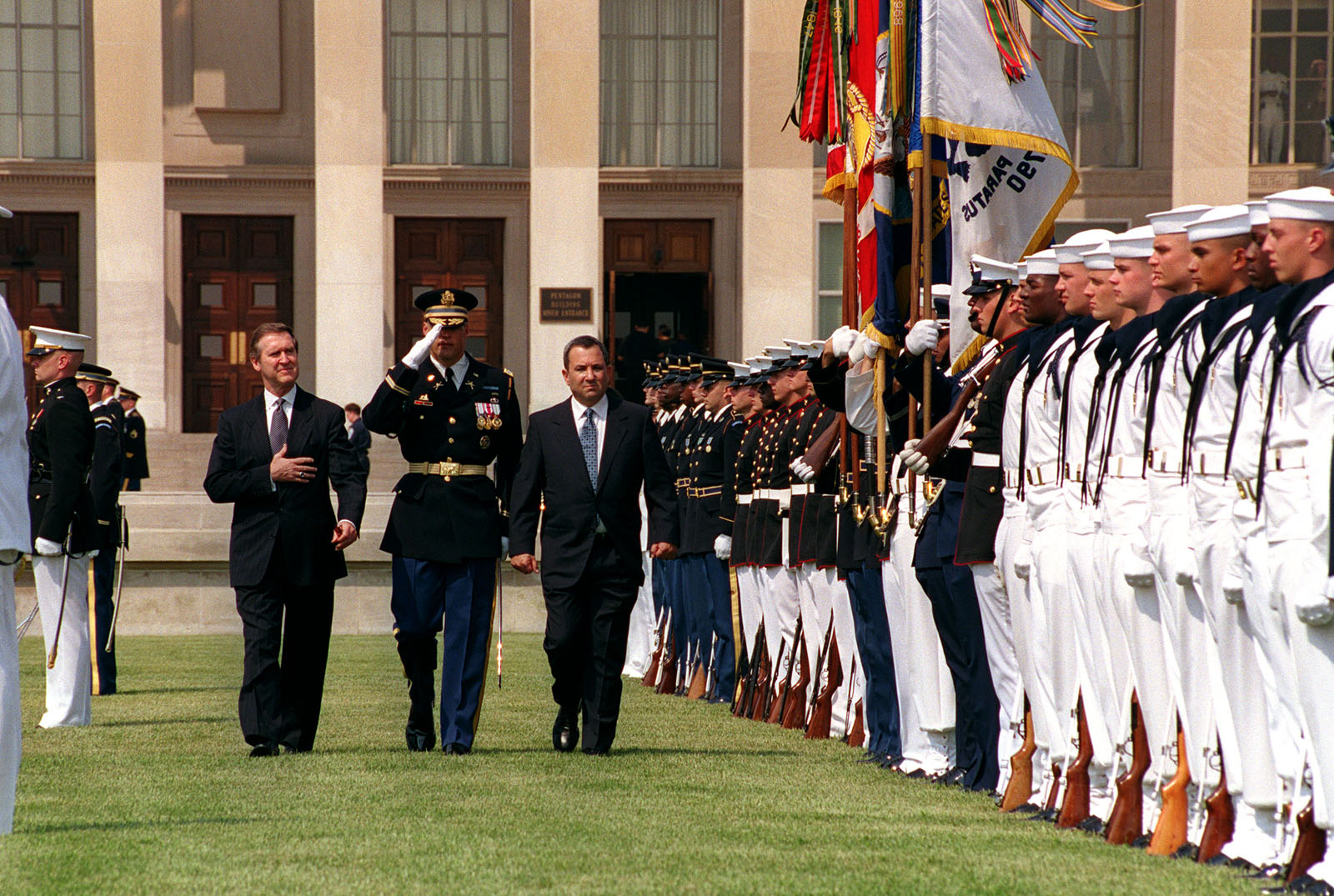
Primirea primul-ministrului Ehud Barak la Pentagon de către Secretarul de Stat american pentru Apărare William Cohen

### Copilăria și familia
Ehud Barak s-a născut în anul 1942 și a crescut în kibuțul Mishmar Hasharon, ca fiul cel mare dintre cei patru copii ai lui Israel Mendel Brug și Esther născută Goldin. Bunicii paterni ai lui Barak au fost omorâți în anul 1912 de către niște spărgători în casa lor din Lituania, pe atunci în Imperiul Rus. Astfel, tatal lui Barak, a devenit orfan de la vârsta de doi ani și jumătate. Mama lui Barak, Esther Goldin, s-a născut la Varșovia  în Polonia într-o familie de hasidim Habad și a fost, în tinerețea ei membră a mișcării de tineret sioniste Gordonia. În 1936 ea a emigrat în Palestina și s-a alăturat fondatorilor kibuțului Mishmar Hasharon, unde l-a cunoscut pe soțul ei, Brug. Ei s-au căsătorit în anul 1940. Parintii lui Esther, bunicii materni ai lui Barak, au pierit în lagărul de exterminare nazist Treblinka. Fratele lui Barak, Ahinoam Brug, mai tânăr decât el cu trei ani, este proprietarul și directorul general al Institutului ce cercetare a pieților Market Watch. 
La vârsta de 17 ani, sub motive de indisciplină, Barak a fost trimis in locul clasei a 12-a de liceu, să muncească ca tractorist din partea kibuțului, în moșavul Patish din deșertul Neghev.

### Cariera militară
Barak a fost recrutat în armata israeliană (Tzahal) în 1959 ca parașutist. El a studiat fizica și matematica la Universitatea Ebraică din Ierusalim (B.Sc. în 1968) și a făcut studii de master în sisteme de inginerie economică la Universitatea Stanford din Palo Alto-California (M.A. în 1978). În armata israeliană a îndeplinit funcțiile de șef al Direcției de Informații Militare (AMAN) (1983-1986), comandant al Comandamentului Teritorial de Centru (1986-1987) și șef al Marelui Stat Major (1991-1994).

### Cariera politică
După trecerea în rezervă, a fost numit ministru de interne (1995), iar apoi, până în 1996, ministru de externe din partea Partidului Muncii (social democrat).
În calitatea de prim-ministru, ca și predecesorii săi, Barak a încercat să încheie vechiul conflict arabo-israelian printr-un tratat de pace. Și aceste încercări, în pofida unor concesii ample către partea palestiniană oferite la summitul de la Camp David din iulie 2000, au eșuat.
În guvernul lui Binyamin Netanyahu]], ales în 2009, Barak a ocupat postul de prim-viceprim-ministru și ministru al apărării.
La 17 ianuarie 2011, Ehud Barak a anunțat că părăsește Partidul Muncii, și, împreună cu alți cinci colaboratori, a format un nou partid politic efemer „de centru, sionist și democratic”, numit Atzmaut, „Independența”. ·  · .

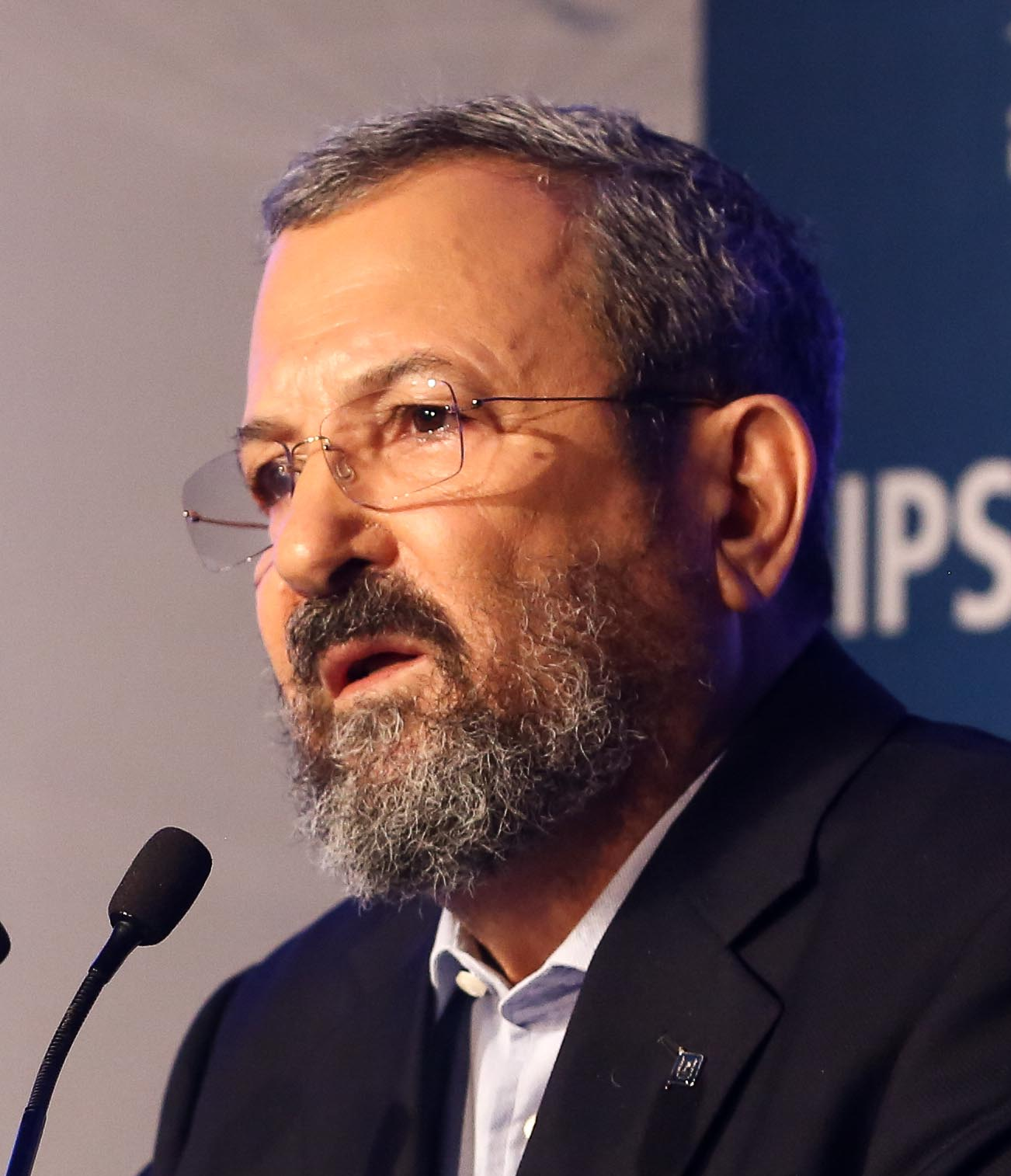
Ehud Barak la conferința de la Herzliya în 2016

În anii 2019-2021 Ehud Barak a jucat un rol central în organizarea mișcării de protest de masă împotriva lui Netanyahu, care s-a aflat în centrul unor anchete și procese judiciare sub acuzații de corupție. Barak însuși a incercat fără succes să candideze pe o listă electorală separată - „Israelul Democratic” , la una din cele patru runde de alegeri parlamentare din această perioadă. În schimb mișcarea de protest și de opoziție împotriva lui Netanyahu a izbutit să creeze o alianță heteroclită care a preluat puterea în anul 2021.

## Onoruri
Generalul (ret.) Ehud Barak este, alături de Nehemia Cohen (1943-1967), militarul israelian cu cele mai multe decorații, printre care:
- Ordinul pentru Eroism (în ebraică Ot Hagvura) - TZAHAL
- Ordinul de Merit al Comandantului Marelui Stat Major - TZAHAL (de 4 ori)
- Legiunea de Merit în grad de Comandor a armatei americane (în engleză US Legion of Merit Chief Commander).
- Steaua României în grad de Mare Cruce (1999).

## Galerie de imagini

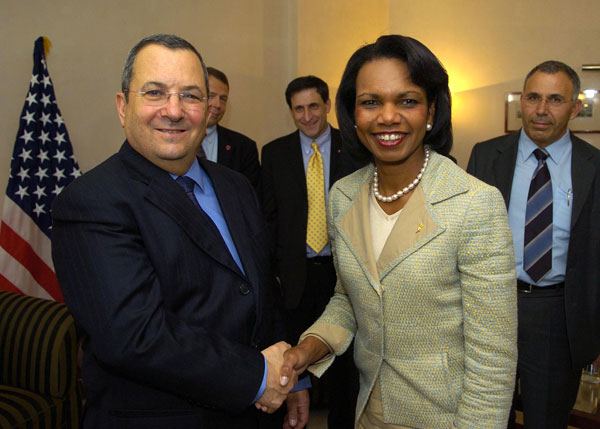
Ministrul Apărării al Israelului, Ehud Barak cu Secretarul de Stat al Statelor Unite ale Americii, Condoleezza Rice, la 1 august 2007
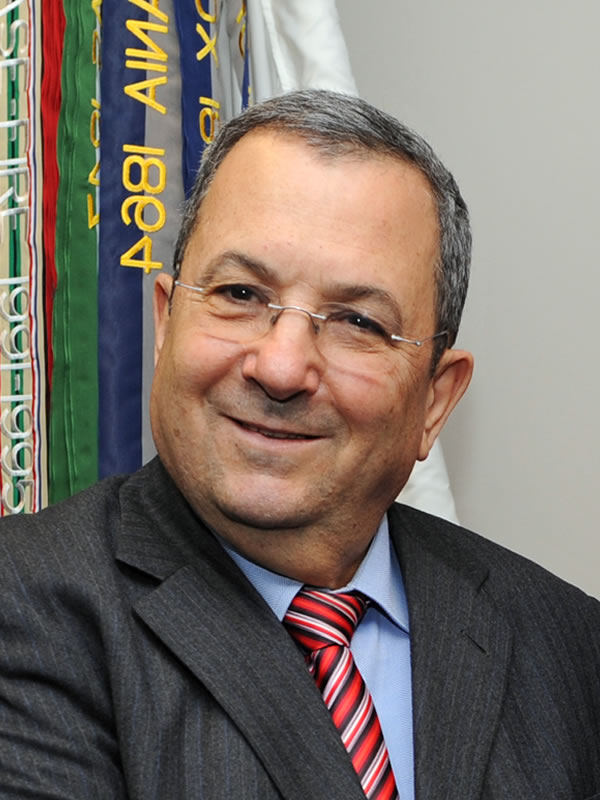
Ehud Barak la Pentagon, la 9 noiembrie 2009, înainte de întâlnirea cu omologul său american Robert Gates